# 孟尼利克二世雕像
孟尼利克二世雕像是一座騎馬像，位於衣索比亞阿迪斯阿貝巴聖喬治大教堂附近。這座雕像由皇后佐迪圖於1930年樹立，以紀念後來在位的海爾·塞拉西一世的加冕。紀念碑描繪的是孟尼利克二世坐在馬背上，手持衣索匹亞國旗和寶劍，象徵他在1896年阿杜瓦戰役中表現出的終極愛國主義精神和風度。該雕像由德國建築師卡爾·海爾特爾（Carl Haertel）雕刻。